# WtFOCK
wtFOCK é uma série de televisão belga de drama adolescente criada por Cecilia Verheyden, adaptada da série norueguesa Skam, transmitida pelo serviço de streaming belga GoPlay.
A série consiste em vídeos individuais transmitidos em tempo real (clipes). No final da semana, os vídeos são agrupados em um episódio completo, com média de 25 minutos. Até então, foram produzidas ao todo sete temporadas, divididas em duas gerações de personagens. A sétima temporada foi exibida entre 20 de Outubro a  22 de Dezembro de 2023.

## Lançamento de wtFOCKDOWN
Entre 1 de abril de 2020 até 03 de maio de 2020, foi disponibilizado no site de wtFOCK um tipo de história derivada especial inédita chamado wtFOCKDOWN, onde acontece chamadas de vídeos ou conversas em redes sociais pelos personagens da trama durante parte dos meses da quarentena belga devido aos efeitos da Pandemia de COVID-19. A criação e lançamento da história derivada especial surgiu como forma de intervir no "atraso" das gravações presenciais, produção e o lançamento da quarta temporada, devido a pandemia.

## Elenco e personagens

### 1ª Geração
| Personagem        | Ator/Atriz          | Temporada    | Temporada    | Temporada    | Temporada    | Temporada    |
| Personagem        | Ator/Atriz          | 1            | 2            | 3            | 4            | 5            |
| ----------------- | ------------------- | ------------ | ------------ | ------------ | ------------ | ------------ |
| Jana Ackermans    | Femke Van Der Steen | Regular      | Regular      | Recorrente   | Convidado    | Convidado    |
| Zoë Loockx        | Veerle Dejaeger     | Regular      | Regular      | Regular      | Regular      | Regular      |
| Jens Stoffels     | Nathan Bouts        | Regular      | Recorrente   | Regular      | Regular      | Recorrente   |
| Robbe IJzermans   | Willem Herbots      | Regular      | Recorrente   | Regular      | Regular      | Regular      |
| Yasmina Ait Omar  | Nora Dari Como      | Regular      | Regular      | Recorrente   | Regular      | Regular      |
| Amber Snoeckx     | Nona Janssens       | Regular      | Regular      | Recorrente   | Regular      | Regular      |
| Kato Fransen      | Romi Van Renterghem | —            | —            | —            | Regular      | Regular      |
| Luca Lomans       | Yara Yeyt           | Regular      | Regular      | Regular      | Regular      | Regular      |
| Senne De Smet     | Nathan Naenen       | Recorrente   | Regular      | Recorrente   | Recorrente   | Recorrente   |
| Luka Lemmens      | Maarten Cop         | Recorrente   | Recorrente   | —            | —            | —            |
| Britt Ingelbrecht | Lilith Pas          | Recorrente   | Participação | Participação | Participação | Recorrente   |
| Moyo Makadi       | Noa Tambwe Kabati   | Recorrente   | Recorrente   | Regular      | Regular      | Recorrente   |
| Keisha            | Awa Ndiaye          | Recorrente   | Participação | Participação | Participação | Participação |
| Marie Eggermont   | Cassandra Krols     | Participação | Participação | Participação | Participação | Recorrente   |
| Gill De Schepper  | Britt Hellinx       | Recorrente   | Participação | Participação | Participação | Participação |
| Milan Hendrickx   | Lars Brinkman       | —            | Recorrente   | Regular      | Recorrente   | Participação |
| Lisa              | Louise Bergez       | —            | Recorrente   | Recorrente   | —            | —            |
| Maud              | Zoë Schools         | —            | Recorrente   | —            | —            | —            |
| Viktor De Smet    | Jonathan Michiels   | —            | Recorrente   | —            | —            | —            |
| Max Van Damme     | Stijn Coppens       | —            | —            | Recorrente   | Participação | —            |
| Sander Driesen    | Willem De Schryver  | —            | —            | Regular      | Recorrente   | Recorrente   |
| Noor Bauwens      | Hanna Mensin        | —            | —            | Regular      | Participação | Participação |
| Aaron Jacobs      | Aaron Roggeman      | —            | —            | Regular      | Regular      | Recorrente   |
| Younes Al Emrani  | Ismaïl L'Hamiti     | —            | —            | —            | —            | Regular      |
| Elias Ait Omar    | Akram Saibari       | —            | —            | —            | —            | Regular      |

### 2ª Geração
| Personagem       | Ator/Atriz        | Temporada | Temporada |
| Personagem       | Ator/Atriz        | 6         | 7         |
| ---------------- | ----------------- | --------- | --------- |
| Ada Konings      | Ella van Remortel | Regular   | Regular   |
| Anaïs Davis      | Laura Bekaert     | Regular   | Regular   |
| Hanne Dewit      | Nona 't Jolle     | Regular   | Regular   |
| Otis Rojas       | Mathis Mavuela    | Regular   | Regular   |
| Finn Verschaeren | Mo Bakker         | Regular   | Regular   |
| Mila Minten      | Dara Oguntubi     | Regular   | Regular   |
| Bobbie De Bruyn  | Nell Cattrysse    | —         | Regular   |

## Episódios

### Resumo
| Temporada | Temporada | Episódios | Exibição original     | Exibição original      |
| Temporada | Temporada | Episódios | Estreia da temporada  | Final da temporada     |
| --------- | --------- | --------- | --------------------- | ---------------------- |
|           | 1         | 12        | 7 de outubro de 2018  | 21 de dezembro de 2018 |
|           | 2         | 10        | 26 de abril de 2019   | 28 de junho de 2019    |
|           | 3         | 10        | 18 de outubro de 2019 | 20 de dezembro de 2019 |
|           | 4         | 10        | 4 de setembro de 2020 | 6 de novembro de 2020  |
|           | 5         | 10        | 19 de abril de 2021   | 25 de junho de 2021    |
|           | 6         | 10        | 28 de abril de 2023   | 30 de Junho de 2023    |
|           | 7         | 10        | 20 de outubro de 2023 | 22 de dezembro de 2023 |

### 1.ª Temporada
A primeira temporada tem como foco Jana Ackermans, outros personagens regulares são suas amigas Zoë, Amber, Yasmina e Luca. A história gira em torno de Jana, uma menina do quarto ano do ensino médio e seu difícil relacionamento com Jens Stoffels.
| Número | Título | Duração | Estreia                |
| ------ | --- | ------- | ---------------------- |
| 1      | "Ge ziet eruit als een hoer (Você parece uma puta)"                                                                                | 23 min  | 6 de outubro de 2018   |
| 2      | "Stap er op af, stel u voor, zeg hallo (Vai lá, se apresenta, diga olá)"                                                           | 21min   | 13 de outubro de 2018  |
| 3      | "Wij zijn de grootste losers van't school 3 (Nós somos as maiores perdedoras da escola)"                                           | 17 min  | 20 de outubro de 2018  |
| 4      | "Zuig hem helemaal leeg (Sugue-o completamente)"                                                                                   | 19 min  | 27 de outubro de 2018  |
| 5      | "Gij wordt geil van kleren en make-up? (Você fica excitada por roupas e maquiagem?)"                                               | 23 min  | 2 de novembro de 2018  |
| 6      | "Iedereen weet toch dat jongens over alles liegen (Todos sabem que os garotos mentem sobre tudo)"                                  | 21 min  | 9 de novembro de 2018  |
| 7      | "Ge had nog geen haar op uw ballen toen ge in het derde middelbaar zat (Você não tinha pelos nas bolas quando estava no colegial)" | 20 min  | 16 de novembro de 2018 |
| 8      | "Moet ik het spellen? Het begint met een N en eindigt op EE (Tenho que soletrar? Começa com N e termina com ÃO)"                   | 20 min  | 23 de novembro de 2018 |
| 9      | "Ik snap gewoon niet meer wie ge zijt (Eu simplesmente não sei mais quem você é)"                                                  | 21 min  | 30 de novembro de 2018 |
| 10     | "Please. Zeg dit niet tegen Jens... (Por favor. Não conte isso para o Jens...)"                                                    | 21 min  | 7 de dezembro de 2018  |
| 11     | "Fuck, gij zijt sexy (Porra, você é tão sexy)"                                                                                     | 17 min  | 14 de dezembro de 2018 |
| 12     | "Dat was gewoon kutadvies (Isso foi só um conselho ruim)"                                                                          | 26 min  | 21 de dezembro de 2018 |

### 2.ª Temporada
A segunda temporada tem como personagem principal Zoë Loockx. A temporada acompanha o seu relacionamento com Senne De Smet. Lida como temas como feminismo, violência, distúrbios alimentares, abuso sexual, crise ambiental e amizade.
| Número | Título                                                                                             | Duração | Estreia             |
| ------ | -------------------------------------------------------------------------------------------------- | ------- | ------------------- |
| 1      | "Ze is helemaal obsessed met een foute gast (Ela é completamente obcecada por um cara mau)"        | 24 min  | 26 de abril de 2019 |
| 2      | "Ik heb precies een aflevering gemist (Parece que eu perdi um episódio)"                           | 34 min  | 3 de maio de 2019   |
| 3      | "Gij hebt geen recht om pissed te zijn op mij! (Você não tem o direito de ficar chateado comigo!)" | 33 min  | 10 de maio de 2019  |
| 4      | "Zoë Loockx, nu moet ge voorzichtig zijn (Zoë Loockx, você tem que tomar cuidado agora)"           | 28 min  | 17 de maio de 2019  |
| 5      | "Stop met zo lekker te zijn (Pare de ser tão gostosa)"                                             | 25 min  | 24 de maio de 2019  |
| 6      | "Is hij wel goed genoeg voor u? (Ele é bom o suficiente para você?)"                               | 33 min  | 31 de maio de 2019  |
| 7      | "Ik wil gewoon twee seconden alleen zijn (Eu só quero ficar sozinha por dois segundos)"            | 30 min  | 7 de junho de 2019  |
| 8      | "Iemand heeft last van examenstress (Alguém está estressada por causa das provas)"                 | 31 min  | 14 de junho de 2019 |
| 9      | "Het is alleen maar ingewikkeld als je het ingewikkeld maakt (Só é complicado se você complicar)"  | 22 min  | 21 de junho de 2019 |
| 10     | "Hij mag hier niet mee wegkomen (Ele não pode sair impune)"                                        | 30 min  | 28 de junho de 2019 |

### 3.ª Temporada
A terceira temporada é centrada em torno de Robbe IJzermans, e acompanha o drama envolvido pela descoberta de sua orientação sexual e seu relacionamento com Sander Driesen. Lidando com temas como amor e identidade sexual.
| Número | Título (Tradução livre)                                                             | Duração | Estreia                |
| ------ | ----------------------------------------------------------------------------------- | ------- | ---------------------- |
| 1      | "Gij zou u niet laten pijpen door haar? (Você não deixaria que ela te machucasse?)" | 30 min  | 18 de outubro de 2019  |
| 2      | "Playing hard to get?? (Se fazendo de difícil?)"                                    | 22 min  | 25 de outubro de 2019  |
| 3      | "Wat heb ik te verliezen? (O que você tem a perder?)"                               | 31 min  | 1 de novembro de 2019  |
| 4      | "Ik twijfel een beetje. (Eu duvido um pouco.)"                                      | 33 min  | 8 de novembro de 2019  |
| 5      | "Het ligt toch niet aan mij? (Não sou eu, é?)"                                      | 38 min  | 15 de novembro de 2019 |
| 6      | "Het ging allemaal focking snel (Tudo aconteceu muito rápido)"                      | 26 min  | 22 de novembro de 2019 |
| 7      | "Ik heb het verpest. Ik weet het (Eu estraguei tudo. Eu sei disso)"                 | 27 min  | 29 de dezembro de 2019 |
| 8      | "Zo rap ben je nog niet van me af (Não vai se livrar de mim assim tão fácil)"       | 27 min  | 6 de dezembro de 2019  |
| 9      | "Je bent gewoon zijn volgende obssesie (Você é só a próxima obsessão dele)"         | 25 min  | 13 de dezembro de 2019 |
| 10     | "Ander onderwerp. Oké? (Vamos mudar de assunto, ok?)"                               | 34 min  | 20 de dezembro de 2019 |

### 4.ª Temporada
A quarta temporada é centrada em torno de Kato Fransen, uma estudante, influenciadora digital e dançarina, segue os dramas envolvidos da relação com seus pais, mídias sociais e seu relacionamento com Moyo Makadi.
| Número | Título (Tradução livre)                                                      | Duração | Estreia                |
| ------ | ---------------------------------------------------------------------------- | ------- | ---------------------- |
| 1      | "Focking kutvirus (Droga de vírus)"                                          | 23 min  | 4 de setembro de 2020  |
| 2      | "Die Moyo heeft wel iets (Tem algo no Moyo.)"                                | 20 min  | 11 de setembro de 2020 |
| 3      | "Nobody puts baby Kato in the corner (Ninguém deixa baby Kato de escanteio)" | 21 min  | 18 de setembro de 2020 |
| 4      | "Wat een schmett. (Que idiota.)"                                             | 16 min  | 25 de setembro de 2020 |
| 5      | "Get the fock out? (Sai fora)"                                               | 22 min  | 2 de outubro de 2020   |
| 6      | "Ze zijn echt over gegaan. (Eles realmente foram longe demais.)"             | 26 min  | 9 de outubro de 2020   |
| 7      | "Alles voor de liefde (Tudo por amor)"                                       | 19 min  | 16 de outubro de 2020  |
| 8      | "Niemand luistert echt naar mij (Ninguém realmente me esculta)"              | 20 min  | 23 de outubro de 2020  |
| 9      | "Ik denk niet dat dat zo slim is (Eu não acho que isso seja inteligente.)"   | 20 min  | 30 de outubro de 2020  |
| 10     | "Sommige shit veroorzaakt ge zelf. (Algumas merdas você causa a si mesmo)"   | 34 min  | 6 de novembro de 2020  |

### 5.ª Temporada
A quinta temporada é centrada em torno de Yasmina Ait Omar, a história trata de temas como religião, islamismo, amor proibido, amizade, Ramadã e preconceito.
|-

| Número | Título (Tradução livre) | Duração | Estreia             |
| ------ | ----------------------- | ------- | ------------------- |
| 1      | "Aflevering 1"          | 25 min  | 23 de abril de 2021 |
| 2      | "Aflevering 2"          | 27 min  | 30 de abril de 2021 |
| 3      | "Aflevering 3"          | 23 min  | 7 de maio de 2021   |
| 4      | "Aflevering 4"          | 32 min  | 14 de maio de 2021  |
| 5      | "Aflevering 5"          | 28 min  | 21 de maio de 2021  |
| 6      | "Aflevering 6"          | 20 min  | 28 de maio de 2021  |
| 7      | "Aflevering 7"          | 20 min  | 4 de junho de 2021  |
| 8      | "Aflevering 8"          | 32 min  | 11 de junho de 2021 |
| 9      | "Aflevering 9"          | 23 min  | 18 de junho de 2021 |
| 10     | "Aflevering 10"         | 34 min  | 25 de junho de 2021 |

## Recepção
A "wtFOCK" se tornou a série flamenga adolescente mais bem sucedida de todos os tempos atingindo uma média de 260.000 espectadores por semana desde o inicio de sua segunda temporada em 22 de abril de 2019, mais do que o dobro em relação a sua primeira temporada lançada no outono de 2018.